# Llei de Principis del Movimiento Nacional
La Llei de Principis del Movimiento Nacional o Llei de Principis Fonamentals del Movimiento (17 de maig de 1958) és una de les vuit Lleis Fonamentals del Règim de Franco. Establia els principis en els quals estava basat el règim, els ideals de Pàtria, família i religió, juntament amb el màxim respecte de les Lleis Fonamentals i a la Monarquia de tipus conservadora que en teoria hi havia en l'Espanya del moment. Va ser promulgada directament per Franco i aprovada per les Corts mitjançant aclamació.

## Comunió d'ideals
El Moviment Nacional és la comunió, entesa com a participació en alguna cosa comuna, dels espanyols en els ideals que van donar vida a la «Cruzada». Tenia per objecte garantir la convivència pacífica a través de la construcció d'una societat ordenada.
D'aquí la necessitat d'una organització en la qual pugui sustentar-se i a través de la qual pugui complir les seves funcions. El Moviment es concep doncs com una organització, integrada pels quals dirigeixen l'esforç per dur a terme aquests Principis en la vida espanyola, i pels quals volen participar amb la seva activitat personal en aquesta tasca.

## Els Principis
No tots els dotze Principis del Movimiento tenen el mateix contingut. Uns formulen unes determinades creences polítiques. Uns altres despleguen un esquema d'institucions. I uns altres, finalment, descriuen una acció concreta de govern. Els primers són els principis doctrinals. Els segons, els principis orgànics. Els tercers, els principis programàtics.

### Principis doctrinals
- El principi I estableix la unitat nacional i el deure tots els espanyols de servir a la Pàtria.
- El principi II declara l'acatament de la Nació espanyola a la Llei de Déu formulada per l'Església, la doctrina de la qual és inseparable de la consciència nacional, inspirarà les lleis.
- El principi III assenyala l'aspiració d'Espanya a la instauració de la justícia i la pau entre les nacions.
- El principi IV atorga a l'Exèrcit el deure defensar la unitat, la integritat i la independència de la Pàtria.
- El principi V funda la comunitat nacional en l'home i en la família. Subordina l'interès particular al bé comú, i posa a tots els espanyols sota l'empara de la Llei.
- El principi VI sosté que la família, el municipi i la regió en la qual viu cada individu pren un paper important en la seva formació i, per tant, són entitats naturals i necessàries.

### Principis orgànics
- El principi VII instaura la Monarquia com a forma política, amb les notes de la tradició catòlica, social i representativa
- El principi VIII ordena la participació política a través de la família, del municipi i del sindicat.

### Principis programàtics
- El principi IX declara el dret dels espanyols a una justícia independent, als beneficis de l'educació.

## La participació en el Moviment nacional
Veiem clarament com aquests principis proposen unes creences que serveixen de punt de partida, unes institucions i un programa de govern, i que tot això en plenitud, constitueix l'ideal a aconseguir. Per tant, l'activitat política consisteix a complir aquest ideal.

## Les associacions
Hi ha cinc classes d'associacions:
- Associacions familiars
- Associacions juvenils
- Associacions professionals
- Associacions culturals
- Associacions polítiques

## L'organització del Moviment
Constituïda pels òrgans a través dels quals actua, són els següents:
- Prefectura Nacional
- Consell Nacional
- Secretaria General
- Consells provincials i locals

## Anecdotari
Tot càrrec públic havia de jurar lleialtat a aquesta llei i a les altres lleis fonamentals abans d'accedir al seu càrrec per demostrar la seva adhesió al vigent sistema polític, de manera idèntica a com es fa actualment amb la Constitució de 1978.